# Diocesi di Edessa di Macedonia
La diocesi di Edessa di Macedonia (in latino Dioecesis Edessena in Macedonia) è una sede soppressa e sede titolare della Chiesa cattolica.

## Storia
Edessa di Macedonia è un'antica sede vescovile della provincia romana della Macedonia Prima nella diocesi civile omonima, suffraganea dell'arcidiocesi di Tessalonica. La diocesi non è menzionata in nessuna antica Notitia Episcopatuum.
Un solo vescovo è noto di questa sede, Isidoro, che prese parte al concilio in Trullo del 692. Un capitello, databile al V-VI secolo, riporta la dedica di un vescovo di Edessa, il cui nome però è ignoto. In seguito all'occupazione bulgara della regione, la città assunse il nome di Bodena (o Vodena), nome con il quale anche la sede episcopale è conosciuta dopo il IX secolo.
Dal 1933 Edessa di Macedonia è annoverata tra le sedi vescovili titolari della Chiesa cattolica; la sede è vacante dal 13 dicembre 1975.

## Cronotassi

### Vescovi greci
- Anonimo † (V-VI secolo)[2]
- Isidoro † (menzionato nel 692)[3]

### Vescovi titolari
- Hernando Antiporda † (19 agosto 1954 - 13 dicembre 1975 deceduto)